# فرناند سايفي
فرناند سايفي مواليد 24 مايو 1900 في بلجيكا - الوفاة 21 أبريل 1981 في آندرلخت، كان دراج بلجيكي. سبق أن شارك في دورة الألعاب الأولمبية الصيفية وفاز بميدالية أولمبية.

## الميداليات
| الميدالية | المسابقة                       |
| --------- | ------------------------------ |
| فضية      | الألعاب الأولمبية الصيفية 1924 |
| برونزية   | الألعاب الأولمبية الصيفية 1924 |

## روابط خارجية
- فرناند سايفي على موقع أرشيف الدراجات (الإنجليزية)
- فرناند سايفي على موقع إحصائيات الدراجات الإحترافية (الإنجليزية)
- فرناند سايفي على موقع أوليمبيديا (الإنجليزية)